# Karát (szőlőfajta)
A Karát egy magyar nemesítésű fehérborszőlő-fajta. Kurucz András és Kwaysser István nemesítették a Kövidinka és a Szürkebarát keresztezésével.

## Leírása
Nem elterjedt fajta, állami minősítése után alig szaporították és telepítették, területe ma sem számottevő. A Kunsági-, Etyek-Budai- Badacsonyi- borvidéken fordul elő mint ültetvényes vagy kiegészítő fajta.
Levele kerekded ép vagy három karéjú, nyílt oldal- és vállöböllel. A levél széle csipkés, a levélerek barnáspirosak. Rövid kocsányú fürtje tömött, vállas, bogyói zöldessárgák, hamvasak, feketén pontozottak.
Október elején érik, rothadásra kevésbé hajlamos, közepes fagytűrésű, edzett fajta. Bora fajtajelleges, testes, finom savakkal, üde. Jó szárazságtűrő, ezért csapadékban szegény területeken javasolt telepítésre.